# Lithacodia cupreofuscoides
Lithacodia cupreofuscoides är en fjärilsart som beskrevs av Emilio Berio 1954. Lithacodia cupreofuscoides ingår i släktet Lithacodia och familjen nattflyn. Inga underarter finns listade i Catalogue of Life.